# Club alpin autrichien
Le Club alpin autrichien — ou Association alpine autrichienne (en allemand : Österreichischer Alpenverein) — est un club alpin qui comptait 573 178 membres en 2018, répartis dans 196 sections. Il s'agit de la plus grande organisation d'alpinisme en Autriche. Elle est responsable de la gestion et de l'entretien de quelques 234 refuges de montagne en Autriche et dans les pays environnants. Elle entretient 26 000 kilomètres de sentiers et publie des cartes détaillées des régions montagneuses en Autriche. Une grande partie de ce travail est réalisée par les 22 000 volontaires de l'association.
En 1871, Guido von List devient le secrétaire de l'association.
L'association gère un musée à Innsbruck consacré à l'histoire de l'alpinisme.

## Organisation

### Sections
Le Club alpin autrichien est divisé en 196 sections.
Outre les sections nationales, il existe également des sections académiques à Vienne, Innsbruck et Graz, issues d'associations d'étudiants, ainsi que des sections à l'étranger (section Britannique, section Flandres). Il existe également des sections nationales qui reçoivent des groupes locaux à l’étranger. La section Randonneurs de longue distance, dont le domaine de travail est limité aux sentiers de longue distance, se considère comme une section suprarégionale.
Les plus grandes sections sont (au 31 décembre 2018) le club alpin Edelweiss (56 905 membres), le club alpin d'Innsbruck (56 139 membres) et le club alpin Autriche (47 360 membres).

### Publications
Outre des cartes, des guides de randonnée et des manuels scolaires, le Club alpin autrichien publie un magazine membre cinq fois par an, intitulé Bergauf.

## Missions et activités

### Cabanes et entretien des chemins
Le Club alpin autrichien gère (au 31 décembre 2017) 232 abris. Avec environ 13 000 lits, 1 550 emplois en été et un million de visiteurs par an, le Club alpin autrichien est le plus important hébergement touristique d'Autriche. Les cabanes sont toujours - mais surtout à long terme - en location, remises à un propriétaire qui maintient les opérations commerciales.
En outre, le Club alpin autrichien a des contrats avec des entreprises privés, qui offrent aux membres un hébergement à tarif réduit.
L'association alpine autrichienne s'occupe d'environ 26 000 km de pistes balisées et de sentiers de randonnée et de voies d'escalade. Les sentiers et les itinéraires d'escalade sont entretenus gratuitement par des bénévoles pendant leur temps libre. Ce réseau de sentiers augmente la sécurité des randonneurs en montagne et constitue un préalable indispensable aux sports de montagne et au tourisme estival. De plus, les sentiers balisés constituent un guide efficace pour les visiteurs.

### Protection de l'environnement
L'association alpine autrichienne s'est depuis longtemps engagée dans des sports alpins respectueux de la nature.
Le club alpin possède plus de 400 km2 de terres. Elles ont été acquises depuis le début du XXe siècle pour former des zones protégées. Cela fait du Club alpin autrichien l'un des plus grands propriétaires terriens en Autriche. Une grande partie de ces possessions, environ 330 km2, est situé dans ce qui est maintenant le parc national du Tauern, le premier parc national de autrichien. Ainsi, le club possède les montagnes les plus importantes d’Autriche, le Grossglockner et le Grossvenediger, ainsi que les cascades de Krimml. Un autre succès en 1988 a été l’achat de 8 km2 de terrain sur le Hochalmspitze. Le Club alpin autrichien a ainsi empêché la création d’un domaine skiable sur le glacier. La région fait également partie du parc national aujourd'hui.
Avec des engagements supplémentaires, tels que des efforts pour promouvoir le tourisme doux, la campagne « Des montagnes propres » (depuis 1970), le label de qualité environnemental pour les chalets des clubs alpins (depuis 1994), des projets de forêt de montagne et la coopération avec d'autres institutions, le Club alpin autrichien est l'une des organisations environnementales les plus importantes de la région. Il a été reconnu dans l'EIA-2000, ce qui lui a permis de se positionner sur les évaluations d'impact sur l'environnement pour les interventions dans le paysage alpin. Depuis 1980, il existe également un département distinct chargé de la conservation de l'aménagement du territoire, qui se préoccupe des préoccupations politiques et géographiques liées aux intentions du club.

### Formation
Le Club alpin autrichien organise en permanence des formations.